# Hermann von François
Pour les articles homonymes, voir François.
 Hermann Karl Bruno von François, né le 31 janvier 1856 à Luxembourg et mort le 15 mai 1933 à Berlin-Lichterfelde, est un général allemand. Il participe à la Première Guerre mondiale où il joue un rôle crucial lors des premiers engagements sur le front de l'Est, notamment au cours de la bataille de Tannenberg. Il commande par la suite le 41e corps d'armée de réserve et prend part à la bataille de Verdun.

## Biographie

### Origine familiale
Hermann von François est né le 31 janvier 1856 à Luxembourg. Il est issu d'une famille de vieille noblesse française huguenote. Elle est mentionnée dès le début du XIVe siècle comme une famille de soldats réputés pour leur bravoure. Cette famille provient du Bugey dans l'Ain ; en épithète la famille portait le nom de leur château ancestral d'Alimes donc « François de Alimes ». Les membres de cette famille jouent un rôle important dans la vie militaire du duché de Savoie et ont partagé les victoires et les défaites de leur suzerain. Une partie de la famille est retrouvée ensuite en Normandie. Son nom est modifié en « de Billy », « de la Motte », « de Saint-Nicolas » et « du Pommier ». En 1685, la révocation de l'édit de Nantes provoque l'émigration de la branche de la famille dirigée par Étienne von François en Saxe.
Parmi les ancêtres d'Hermann von François se trouvent presque exclusivement des officiers. Son grand-père, Karl von François (de) sert comme général pour la Prusse puis la Russie dans les combats contre Napoléon Bonaparte. Son père, Bruno von François, est un général prussien et commande la 27e brigade d'infanterie prussienne. Il est tué au combat lors de la bataille de Spicheren le 6 août 1870, quelques jours avant la bataille de Sedan. Le frère cadet d'Hermann von François, Hugo von François (de) est un officier d'état-major allemand qui est tué lors des combats contre les Héréros dans le Sud-Ouest africain. Son frère aîné Curt von François a un rôle crucial dans l'acquisition et la collecte cartographique de la colonie allemande du Sud-Ouest africain.
Il épouse le 5 janvier 1878 à Potsdam Elisabeth Emma Olga von Besser (1859–1927). Le couple est parent de l'acteur Hardy von François.

### Premières années
Hermann von François rejoint l'école des cadets à l'école militaire de Groß-Lichterfelde, près de Berlin. Il sert ensuite comme page de l'empereur Guillaume Ier, puis le 15 avril 1875 il est nommé sous-lieutenant au 1er régiment à pied de la Garde basé à Potsdam. De 1884 à 1887, il intègre l'académie militaire de Berlin. En 1889, il reçoit le grade de capitaine et rejoint l'État-Major allemand.
Au début des années 1890, von François devient officier d’état-major au 15e corps d'armée. Il est promu major en 1894 et transféré à la 8e division d'infanterie à Mannheim. En 1899, von François est le chef d’état-major du 4e corps d'armée commandé alors par Paul von Hindenburg et basé à Magdebourg.
En 1908, von François est promu général de division et commande la  49e brigade d'infanterie. En 1911, il obtient le grade de lieutenant-général et prend la tête de la 13e division jusqu'à ce qu'il devienne général d'infanterie et qu'il commande le 1er corps d'armée à partir du 1er août 1914 au sein de la 8e armée basée à Königsberg.

### Première Guerre mondiale
Lorsque la guerre éclate, von François à la tête du 1er corps d'armée est basé en province de Prusse-Orientale au sein de la 8e armée. Il a pour mission de défendre la ville-clef de Königsberg d'une action offensive russe. Il est opposé à la 1re armée russe commandée par Pavel Rennenkampf. Von Prittwitz, le commandant de la VIIIe armée allemande, doit maintenir une attitude défensive devant la pression russe, il ordonne le 17 août 1914 à von François de faire retraite. von François refuse en ayant cette fameuse phrase : « Le général von François se retirera lorsqu'il aura battu les Russes ! ». Il contre-attaque lors de la bataille de Stallupönen et remporte une victoire, infligeant 5 000 pertes à la Ire armée russe et en faisant 3 000 prisonniers.
Après cette victoire, von François obéit à von Prittwitz et se replie 15 kilomètres plus à l'ouest. Encouragé par ces résultats, von Prittwitz décide de combattre la 1re armée russe. Le 1er corps d'armée de von François est engagé une nouvelle fois lors de la bataille de Gumbinnen trois jours plus tard. Von François attaque sans attendre les ordres, il obtient des succès locaux. Son attaque prématurée alerte l'armée russe qui bloque puis repousse les deux autres corps d'armée, entraînant la retraite allemande. Afin d'éviter d'être tourné par la 2e armée russe, von Prittwitz envisage un repli de son armée au-delà de la Vistule, abandonnant la Prusse-Orientale. Il est désavoué par l'état major allemand et cède son commandement à Hindenburg.
Hindenburg et Erich Ludendorff, son chef d'état major, décident de concentrer les moyens de la VIIIe armée allemande contre la 2e armée russe du général Alexander Samsonov. Ils transfèrent par voies ferrées le Ier corps d'armée de von François d'Insterburg à Usdau, qu'il atteint le 26 août 1914. Von François ignore par deux fois les ordres de Ludendorff et attend l'arrivée complète de son corps d'armée avant d'entreprendre une action offensive. Il attaque ensuite les troupes de la 2e armée russe et a un rôle essentiel lors de la bataille de Tannenberg en permettant l'encerclement de l'armée russe.
Après ce succès, Hindenburg et Ludendorff sont nommés sur le front de l'Est plus au sud à la tête de la IXe armée. Le général von Schubert devient le nouveau commandant de la VIIIe armée tandis que von François reste à la tête du Ier corps d'armée en Prusse-Orientale et continue la guerre avec succès à la bataille des lacs de Mazurie. Lorsque von Schubert lui donne l'ordre de se retirer, von François refuse. Il envoie un télégramme au haut commandement de l'armée décrivant ses succès et affirmant que von Schubert est mal conseillé. Le télégramme impressionne tant l'Empereur que ce dernier relève von Schubert de ses fonctions et nomme von François commandement de la VIIIe armée allemande le 8 octobre 1914. Il ne garde cependant que peu de temps ce commandement. Lorsque Hindenburg et Ludendorff lancent leur contre-attaque de Thorn vers Lodz, von François doit les soutenir par l'envoi du Ier corps d'armée. Ne voulant pas se séparer de ce corps d'armée d'active, il envoie à la place le 25e corps de réserve composé de soldats mal entraînés et mal équipés. Début novembre 1914, von François est démis du commandement et est remplacé par Otto von Below.
Sans affectation pendant plusieurs semaines, von François est nommé à la tête du XLIe corps de réserve le 24 décembre 1914. Avec son corps d'armée, il est envoyé sur le front de l'Ouest avant de retourner sur le front Est en avril 1915. Il participe aux offensives allemandes du printemps 1915, notamment à l'offensive de Gorlice-Tarnów, qui permettent la conquête de la Pologne russe. Il reçoit à cette occasion la médaille Pour le Mérite, la plus haute distinction militaire allemand le 14 mai 1915. von François est envoyé sur le front de l'Ouest en juillet 1915 où il prend le commandement du 7e corps d'armée de Westphalie. Il dirige le groupe de divisions Meuse ouest sur le front de Verdun en juillet 1916. À la suite de ses actions lors de la bataille de Verdun, il reçoit les feuilles de chêne le 27 juillet 1917.
Avec l'arrivée à la tête de l'armée allemande de Hindenburg et Ludendorff, von François ne retrouve plus de commandement important. Il est nommé « À la suite » du 3e régiment de grenadiers de la Garde. Il est placé sur la liste des officiers de réserve puis mis à la retraite en octobre 1918.

### Après guerre
Après son départ de l'armée, von François écrit des articles dans des revues de sciences militaires. Il est récompensé le 20 mai 1925 honoré par l'université Eberhard Karl de Tübingen par un doctorat à titre honorifique. Après la guerre, il rédige plusieurs ouvrages d'histoire militaire dont Marneschlacht und Tannenberg en 1920 qui remporte un franc succès en Allemagne.

### Distinctions et honneurs
- Ordre de la Couronne de 1re classe.
- Médaille militaire de service
- Ordre de Hohenzollern
- Ordre d'Albert l'Ours
- Ordre du Lion de Zaeringen
- Ordre du Mérite militaire, 2e classe.
- Ordre de Philippe le Magnanime
- Ordre de la Maison de Lippe
- Croix d'honneur reussoise